# Suriname (tentoonstelling, 1962)
Suriname was de titel van een grote tentoonstelling die van 26 juli 1962 tot en met 30 maart 1963 te zien was in de centrale lichthal van het Tropenmuseum in Amsterdam.
De overzichtstentoonstelling wilde een beeld geven van Suriname als een land in ontwikkeling en besteedde in de eerste plaats aandacht aan de verschillende culturele, economische en sociale aspecten van het land tegen de achtergrond van de woonomgeving - binnenland en stad - en het historische gegeven van de eeuwenlange plantagelandbouw, die van grote invloed is geweest op de samenstelling van de Surinaamse bevolking.
De tentoonstelling begon met een kennismaking met de hoofdstad Paramaribo en de geschiedenis van het land die vanaf de 17e eeuw sterk werd bepaald door de Nederlanders. Vervolgens passeerden de bevolkingsgroepen de revue: de boven- en benedenstrooms wonende indianen, de verschillende groepen marrons (die hier nog bosnegers werden genoemd), de creolen, de Hindostanen, Chinezen, Javanen en Europeanen. Van elk van deze groepen werd een beeld geschetst door middel van leesteksten, foto's en voorwerpen van materiële cultuur. Naast de culturele verscheidenheid kwamen ook thema's op de vloer, zoals het klimaat, de natuurlijke gesteldheid en rijkdommen, de betekenis van de bauxietwinning, literatuur en beeldende kunsten, en het ambitieuze tienjarenplan dat in 1954 van start ging en de ontwikkeling van Suriname stevig vooruit moest helpen.
Ruim tweehonderd voorwerpen werden getoond, waaronder historische kaarten, plattegronden en diorama's van plantages, resultaten van archeologisch onderzoek en, voor het overgrote deel, etnografische objecten. Het moderne, eigentijdse Suriname werd verbeeld door uitvergroot fotomateriaal.

## Catalogus
De catalogus (Suriname. Amsterdam: Tropenmuseum, 1962) is een nummercatalogus met uitgebreide leesparagrafen en geïllustreerd met een aantal zwart-witopnamen van het dagelijks leven, enkele tekeningen van voorwerpen en kaartjes van Suriname. De naam van de auteur wordt niet vermeld. Het voorwoord werd geschreven door Dr. C. Nagtegaal, secretaris-generaal van het Tropeninstituut.